# Jules Verne ATV
Jules Verne ATV ili Automated Transfer Vehicle 001 (ATV-001), europska bezposadna svemirska letjelica za opskrbu. Ime je dobila po francuskom piscu znanstvene fantastike, Julesu Vernu. Lansirana je 9. ožujka 2008. sa zadatkom opskrbe Međunarodne svemirske postaje (ISS) gorivom, vodom, zrakom i suhim teretom.
Budući da se radilo o prvom ATV-u, prva tri tjedna u orbiti proveo je izvodeći testiranja sustava. S ISS se konačno spojio 3. travnja 2008. Pored osnovne misije, 25. travnja korišten je i za podizanje postaje u višu orbitu za oko 4,5 km. Nakon što je proveo pet mjeseci spojen za postaju, Jules Verne se 5. rujna 2008. odvojio i 29. rujna iste godine izveo kontrolirano deorbitiranje iznad Tihog oceana.